# Sara Lundin
Sara Lundin, född 1979 i Kalmar, är en svensk radiojournalist och producent. Sara Lundin är utbildad på Dramatiska institutet och EBU Master School on Radiofeatures. Exempel på radioprogram hon har deltagit i är Flipper, Bildrutan, Reporter, K1/K2, P3 Star söndag, Kino, Nya vågen, P1 dokumentär och P3 dokumentär. 2009 tilldelades Sara Lundin författarförbundets radiopris. Sara Lundin har gjort en rad kriminaldokumentärer bland annat Fallet Linda Chen. Hon är en av grundarna till produktionsbolaget Rundfunk media AB som även består av Johanna Koljonen, Tommie Jönsson och Roger Wilson.